# ラミレス・ヨンデル
ヨンデル・アレキサンダー・ラミレス・コリーナ（Yonder Alexander Ramirez Corina、1997年1月26日 - ）は、ベネズエラ・ミランダ州カラカス出身の元プロ野球選手（投手）。
横浜DeNAベイスターズ元監督のアレックス・ラミレスは叔父にあたる。

## 経歴
9歳から野球を始め、2012年に日本体育大学の国際交流の一環としてベネズエラから来日。系列校である日本体育大学荏原高等学校へ入学し、同校の硬式野球部に投手して所属した。
2014年9月30日にプロ志望届を提出。同年のドラフト会議では指名されなかったが、11月15日から16日にかけて行われたベースボール・チャレンジ・リーグの合同トライアウトを受験し、11月28日に行われた同リーグのドラフト会議で群馬ダイヤモンドペガサスから1位指名を受けた。
2017年には、アレックス・ラミレスが監督に就任した横浜DeNAベイスターズからNPBドラフト会議で指名される可能性が報じられたものの、育成選手も含めて指名はなかった。
2020年は練習生契約となり、公式戦での登板はなかった。
2022年7月16日、群馬を退団することが発表された。退団後は、元プロ野球選手のG.G.佐藤が副社長及び野球部監督を務める地盤調査会社のトラバースに入社し、同社野球部（軟式）でプレーを継続することになった。
2024年シーズンより埼玉西武ライオンズで通訳（役職名は国際サポート）として帯同する。

## プレースタイル
外国人独特の投球フォームから繰り出される、最速139km/hのストレートが武器。

## 人物
トラバース在籍時に移動式クレーン運転士・玉掛作業者・車両系建設機械運転者免許を取得している。

## 詳細情報

### 年度別投手成績
| 年 度    | 球 団    | 登 板 | 勝 利 | 敗 戦 | セ 丨 ブ | 完 投 | 勝 率 | 投 球 回 | 打 者 | 被 安 打 | 被 本 塁 打 | 奪 三 振 | 与 四 球 | 与 死 球 | 失 点 | 自 責 点 | 暴 投 | ボ 丨 ク | 防 御 率 | W H I P |
| -------- | -------- | ----- | ----- | ----- | -------- | ----- | ----- | -------- | ----- | -------- | ----------- | -------- | -------- | -------- | ----- | -------- | ----- | -------- | -------- | ------- |
| 2015     | 群馬     | 11    | 0     | 1     | 0        | 0     | .000  | 15.1     | 85    | 17       | 0           | 10       | 23       | 2        | 18    | 18       | 4     | 3        | 10.57    | 2.65    |
| 2016     | 群馬     | 12    | 1     | 6     | 0        | 0     | .143  | 33.0     | 157   | 43       | 3           | 17       | 17       | 2        | 30    | 26       | 3     | 5        | 7.09     | 1.82    |
| 2017     | 群馬     | 22    | 1     | 3     | 1        | 1     | .250  | 52.0     | 250   | 71       | 2           | 22       | 26       | 7        | 39    | 32       | 9     | 1        | 5.54     | 1.87    |
| 2018     | 群馬     | 20    | 1     | 1     | 0        | 0     | .500  | 36.1     | 169   | 35       | 5           | 20       | 29       | 1        | 21    | 19       | 4     | 0        | 4.71     | 1.77    |
| 2019     | 群馬     | 11    | 2     | 1     | 1        | 0     | .667  | 29.0     | 124   | 27       | 3           | 15       | 15       | 1        | 14    | 13       | 5     | 0        | 4.03     | 1.48    |
| 通算:5年 | 通算:5年 | 76    | 5     | 12    | 2        | 1     | .294  | 165.2    | 785   | 193      | 13          | 84       | 110      | 13       | 122   | 108      | 25    | 9        | 5.87     | 1.91    |

### 背番号
- 18 （2015年 - 2020年）
- 94 （2021年 - 2022年）